# Коце Оморанчето
Коце (Кочо) Николов – Оморанчето е български революционер, деец на Вътрешна македоно-одринска революционна организация.

## Биография
Роден е в предимно сърбоманското село Оморани в Азот. Присъединява се към ВМОРО. През 1900 година става войвода на първата велешка чета, организирана от ръководителят на градския комитет във Велес Диме Чочето. В нея влизат Никуш от Ново село, Анте от Степанци и Иван от Мартулци. Тази чета сформира първите селски революционни комитети във Велешко и се стреми да противодейства на сръбската пропаганда. Четата ликвидира дееца на сръбската пропаганда в Ораовец Мелезана.
На 22 май 1900 година е арестуван. В османските документи пише: Кочо, син на Никола, българин, православен, обвинен, че „на 3 октомври 1899 година поради кавга с нож убил Бахтияр; побегнал и тръгнал по пътя на разбойничеството с бунтовническата чета, към която се присъединил; на 12 май 1900 година употребил оръжие против изпратената жандармерийска част, пораки което бил заловен“. Осъден е на 15 години каторга за убийството на Дане и на още 15 години каторга. Не е амнистиран с общата амнистия от 12 април 1904 година, защото престъплението му е сметнато за неполитическо.